# El Doce
El Doce är en ort i Mexiko.   Den ligger i kommunen Medellín och delstaten Veracruz, i den sydöstra delen av landet, 300 km öster om huvudstaden Mexico City. El Doce ligger 23 meter över havet och antalet invånare är 316.
Terrängen runt El Doce är platt. Runt El Doce är det ganska tätbefolkat, med 58 invånare per kvadratkilometer. Närmaste större samhälle är Tlalixcoyan, 18,0 km söder om El Doce. Omgivningarna runt El Doce är en mosaik av jordbruksmark och naturlig växtlighet.